# Ізюм-Барвінківська операція

Ізюм-Барвінківська операція — наступальна операція військ Південно-Західного фронту під час Другої світової війни, проведена 17—27 липня 1943 року з метою паралізувати, а за сприятливих умов розгромити угрупування противника у Донбасі й не допустити перекидання його сил в район Курського виступу, де розвернулася Курська битва.

## Передумови
На початок операції війська Південно-Західного фронту (1-ша, 8-ма і 3-тя гвардійські, 12-та армії, 17-та повітряна армія, 23-й танковий корпус і 1-й гвардійський механізований корпус; генерал армії Родіон Малиновський) займали рубіж по річці Сіверський Донець від Змієва до Слов'яносербська. Їм протистояли 1-ша танкова армія і оперативна група «Кемпф» (до 10 піхотних дивізій) та групи армій «Південь» (генерал-фельдмаршал Еріх фон Манштейн).
Противник підготував добре організовану оборону, яка проходила по крутому правому березі Сіверського Дінця і складалася з 2—3 смуг. Висоти й населені пункти були перетворені на вузли опору.
Задум радянського командування передбачав нанесення головного удару з району Ізюма суміжними флангами 1-ї і 8-ї гвардійських армій в напрямі на Барвінкове, Червоноармійське і допоміжного удару 3-ї гвардійської армії з району Привільне в напрямі на Артемівська. Завдання рухомих з'єднань — увійти до прориву і ударом в напрямі на Сталіне у взаємодії з військами Південного фронту оточити донбасівське угрупування противника.

## Хід операції
Операція почалася 17 липня. Протягом дня 1-ша і 8-ма гвардійські армії форсували Сіверський Донець, захопили декілька плацдармів на його правому березі й уклинилися в оборону противника на глибину до 5 км. На другий день для завершення прориву оборони стали вводитися в бій по частинах 23-й танковий і 1-й гвардійський механізований корпуси. До цього часу противник підтяг свої оперативні резерви — 17-ту і 23-тю танкові дивізії, а також танкову дивізію СС «Вікінг». Спроби завершити прорив тактичної оборони противника були безуспішні. Боротьба продовжувалася за розширення й об'єднання захоплених плацдармів. 3-тя гвардійська армія не змогла розвинути наступ.

## Наслідки
Внаслідок наступу було захоплено кілька плацдармів на правому березі Сіверського Дінця. Проте спроби розвинути тактичний успіх виявилися марними. Утім операція відволікла значні резерви противника, що своєю чергою сприяло військам Воронезького фронту у проведенні оборонної операції під Курськом.